# ميجو (مغنية)
ميجو هي مغنية كورية جنوبية ولدت في 23 سبتمبر 1994.